# 法泉寺 (八王子市)
法泉寺（ほうせんじ）は、東京都八王子市にある臨済宗南禅寺派の寺院。

## 歴史
1503年（文亀3年）、桃雲源峯によって開山された。「法泉寺」という寺号は桃雲源峯が住職を歴任した「法界庵」と「慶泉院」から採られた。
現在、当寺は八王子三十三観音霊場の第17番札所となっているが、かつては近くにあった「無量院」が第17番札所であった。この無量院は明治初期に廃寺となり、同宗派だった当寺に札所は移された。
当寺では、旧札所だった無量院と廃宗廃寺となった普化宗の沢水寺の歴代住職等の供養もしている。

## 交通アクセス
- 八王子西ICより車5分。